# Rade Hamović
Rade Hamović (Раде Хамовић), bosansko-hercegovski generalpolkovnik, prvoborec, partizan in narodni heroj, * 13. februar 1916, † 19. maj 2009.
Generalpolkovnik JLA Ratomir Rade Hamović je bil načelnik Generalštaba Jugoslovanske ljudske armade.

## Poreklo
Radetovi predniki so se okoli leta 1840 preselili s črnogorske planine Durmitor v vas Do pri Stolcu v Hercegovini. V novem okolju so se Hamovići dobro znašli. Tako so do 1. svetovne vojne postali ena bogatejših družin v mestu Stolac, z dvema hišama, od katerih je ena še danes najlepša v mestu. Rade v svoji avtobiografiji "Kapetan Rade sa Romanije" piše, da je bil njegov oče Milan "poslovni mozeg" družine. Med 1. svetovno vojno je obogatel s trgovino s kavo in hrano - ob privolitvi avstro-ogrske vlade.

## Življenjepis
Rojen je bil 13. februarja 1916 v Stolcu. Osnovno šolo je končal v rodnem mestu, gimnazijo v Sarajevu in Višjo vojno akademijo v Beogradu leta 1936.
Kot podporočnik Jugoslovanske kraljeve vojske je služboval v Zrenjaninu. 

### Druga svetovna vojna
Napad Nemčije na Kraljevino Jugoslavijo 6. aprila 1941 ga je zatekel v polku na terenu - v Baranji. Po kapitulaciji kraljeve vojske je odšel v Sarajevo in takoj naprej v domači Stolac. Tam pa se mu je komaj uspelo izogniti gotovi smrti, vrnil se je v Sarajevo. Rade se je povezal s Svetozarjem Vukmanovićem in Hasanom Brkićem, ki sta organizirala priprave na vstajo v BiH. Koncem julija 1941 odide Rade na Romanijo in v Romanijskem NOP odredu postane načelnik štaba. Sledila je prva, a uspešna borba z Nemci. Skupaj s komandantom odreda, legendarnim Slavišo Vajnerom Čičom, je načrtoval in vodil napad na ustaško oporišče v Sokolcu. 
Oktobra 1941 je bil Rade imenovan za komandanta Kalinoviškega NOP odreda, ki je deloval na sektorju Sarajevo-Foča. Član Komunistične partije Jugoslavije je postal 15. oktobra 1941.
Sredi leta 1942 je z odredom prišel v centralno Bosno, bil kmalu imenovan za načelnika štaba in komandanta Desete hercegovske brigade. Po uničenju garnizona v Prozoru in zavzetju Rame, je Hamović z Deseto hercegovsko brigado napadel nemške sile, ki so pritiskale na Peto proletarsko (črnogorsko) brigado ter uspešno vodil borbe v 4. in 5. ofenzivi - na Sutjeski.
Tekom NOB je bil Hamović na naslednjih položajih:
- načelnik štaba Romanijskega odreda
- komandant Kalinoviškega NOP odreda
- član Vrhovnega štaba NOP DV Jug. od 1942
- načelnik štaba, nato komandant Desete hercegovske NOU brigade
- načelnik štaba 29. hercegovske divizije, od dec.1943
- načelnik štaba Drugega udarnega korpusa NOVJ, od julija 1944
- načelnik Operativnega oddelka Glavnega štaba NOV in PO BiH, od septembra 1944

Usklajeval je operacije Prve, Druge in Tretje jugoslovanske armade na Sremski fronti.

### Povojni čas
Po osvoboditvi je bil na več odgovornih dolžnostih v JLA. Načelnik Generalštaba je bil od 16. junija 1961 do 15. junija 1967, do odhoda v pokoj leta 1968 je bil glavni inšpektor JLA. 
Izbran je bil za ljudskega poslanca v skupščino LR Bosne in Hercegovine. 
Rade je imel s prvo soprogo Ljerko Durbešić, ki jo je spoznal v partizanih, dva otroka - hčerko Neveno, rojeno leta 1946 in sina Vuka, rojenega leta 1949. Radetov sin, Vuk Hamović, je znan srbski poslovnež. 
Z drugo soprogo Ljerko Kervina-Hamović je Rade od leta 1984 do smrti, 19. maja 2009,  živel v Ljubljani.
Je nosilec Partizanske spomenice 1941 in drugih jugoslovanskih in tujih odlikovanj. Z ordenom narodnega heroja je bil odlikovan 23. julija 1952.  